# Donald Keough
Donald Raymond Keough (4 septembre 1926 - 24 février 2015) est un homme d'affaires irlandais-américain, connu pour son poste de directeur de l'exploitation (COO) de la Coca-Cola Company de 1981 à 1993 période durant laquelle il est aussi président de Columbia Pictures, alors une filiale de Coca-Cola.

## Biographie
Donald Keough est né le 4 septembre 1926 à Maurice, Iowa .
En 1950, il intègre le comité de direction de la Coca-Cola Company. En 1981, il est nommé directeur de l'exploitation de Coca-Cola sous la direction de Roberto Goizueta, poste qu'il occupe jusqu'en 1993. De 1985 à 1989, quand Coca-Cola est devenu propriétaire de Columbia Pictures, il est président du studio de cinéma avant sa vente à Sony. Il cumule à partir de 1986 ces postes avec celui de président du comité de Coca-Cola Enterprises, alors une entreprise d'embouteillage indépendante et leader mondial.
Keough est connu pour son rôle majeur dans la promotion de la nouvelle formule de Coca-Cola, " New Coke " en avril 1985. Il est en grande partie responsable de convaincre le PDG de Coca-Cola, Roberto Goizueta, de ramener le Coca-Cola original moins de trois mois plus tard, au milieu d'une tempête de réactions négatives des consommateurs.
En avril 1993, il prend sa retraite de Coca-Cola et il est élu président du conseil d'administration d'Allen &amp; Company LLC, une banque d'investissement new-yorkaise.
Keough a siégé aux conseils d'administration d'IAC/InterActiveCorp, de Yankee Global Enterprises LLC, de Berkshire Hathaway et de The Coca-Cola Company, auxquels il a été élu en février 2004. En outre, il a été pendant de nombreuses années membre des conseils d'administration de McDonald's Corporation, The Washington Post Company, HJ Heinz Company, Convera Corporation et The Home Depot.
Il a reçu diverses distinctions, notamment des doctorats honorifiques de son alma mater Creighton University, de l'Université de Notre Dame, de l'Université Emory, du Trinity College de Dublin, en Irlande et de l'Université Clark. La plus haute distinction de l'Université de Notre-Dame, la médaille Laetare, a été décernée à Keough en mai 1993, et il a été le premier Irlandais-Américain de l'année du magazine Irish America, également en 1993. Keough a été élu Fellow de l'American Academy of Arts & Sciences en 2002 et a été intronisé au Junior Achievement National Business Hall of Fame en 2003. En 2007, il a été présenté avec la citoyenneté irlandaise honoraire par la présidente irlandaise de l'époque, Mary McAleese.